# Aeroportul Lt. Warren Eaton
Aeroportul Lt. Warren Eaton (IATA: OIC, ICAO: KOIC, FAA LID: OIC) este un aeroport din New York, Statele Unite ale Americii ce deservește zona Norwich. Aeroportul a fost tranzitat în 2017 de 2 pasageri.
Situat la o altitudine de 312 m, aeroportul dispune de 1 pistă.

## Infrastructură

### Piste
Aeroportul dispune de o singură pistă. Pista 01/19 are suprafața de asfalt și dimensiunile 4.727 picioare × 75 picioare. 